# Masságetas
Masságetas (em latim: massagetae; em grego clássico: Μασσαγέται; romaniz.: massagétai) foram uma confederação nômade de povos iranianos orientais, que habitaram as estepes da Ásia Central, no nordeste do mar Cáspio, no atual Turcomenistão, oeste do Usbequistão e sul do Cazaquistão.

## Localização

Mundo segundo Heródoto

Heródoto situou-os em algum lugar nas amplas terras baixas a leste do mar Cáspio e sudeste do mar de Aral no planalto de Ustiurte e deserto de Cizilcum, sobretudo entre o Oxo (Amu Dária) e Jaxartes (Sir Dária). Sua localização exata, contudo, é difícil de determinar pela imprecisão nas fontes. Heródoto, por exemplo, baseou-se parcialmente em Hecateu de Mileto e em informantes orais, o que cria um relato misto. Um dos principais pontos de disputa é determinar qual rio seria o Araxes, que é comumente dado como a fronteira norte do Império Aquemênida, além do qual viviam os masságetas: alguns pensam que seria o Oxo, o Jaxartes, o Volga ou mesmo Aras (também chamado Araxes). A questão se torna ainda mais complexa, pois o curso do Oxo na Antiguidade não é totalmente claro, pois alguns estudiosos falam que fluía ao mar Cáspio. Sem argumentos conclusivos, os estudiosos localizam-os parcialmente no delta do Oxo ou do Jaxartes, parcialmente entre o Cáspio e Aral ou mesmo mais a norte ou noroeste. Para Rüdiger Schmitt, independente de onde viveram, invadiram aquela terra do leste, pois se diz que sitiaram os citas, que então retiraram-se para oeste.

## Etimologia e relação com outros povos
Seu nome muito plausivelmente é explicado como a forma plural (contendo o sufixo iraniano oriental *-tā que se reflete no grego -tai) de *Masi̯a-ka-, que se pensa como derivação regular com o iraniano *-ka- de *masi̯a- "peixe" (avéstico masiia-, védico mátsya- "id."). O lexema não descreve o povo diretamente, mas como "comedores de peixe". Schmitt pensa que, pela função básica do sufixo e as formações paralelas, pode-se deduzir também que significava "acerca do peixe, ou seja, pesca, pescador"; foram expressamente descritos como comedores de peixes cruz, abundantes no Oxo. Schmitt ainda completa que Massagé-tai parece o plural helenizado do nome pessoal Massages, citado em Heródoto.
Eram reconhecidos como citas desde Heródoto. Muitos estudiosos pensaram que eram ligados aos getas da Europa Oriental. A obra do século IX de Rábano Mauro, Sobre o Universo, diz: "são em origem da tribo dos citas, e são chamados masságetas, como se fortes, isto é, fortes getas." Nas línguas asiáticas centrais como o avéstico e persa médio, o prefixo "massa" significa "grande, "pesado" ou "forte". Alguns estudiosos, como Alexander Cunningham, James P. Mallory, Victor H. Mair e Edgar Knobloch propuseram relacioná-los aos gútios de 2 000 a.C. na Mesopotâmia e/ou aos povos chamados na China Antiga de "Da Iuechi" ou "Grande Iuechi" (que fundaram o Império Cuchana na Ásia Meridional. Mallory e Mair sugerem que Da Iuechi pode ser pronunciado como d'ad-ngiwat-tieg, o que conecta-os aos masságetas.

## História

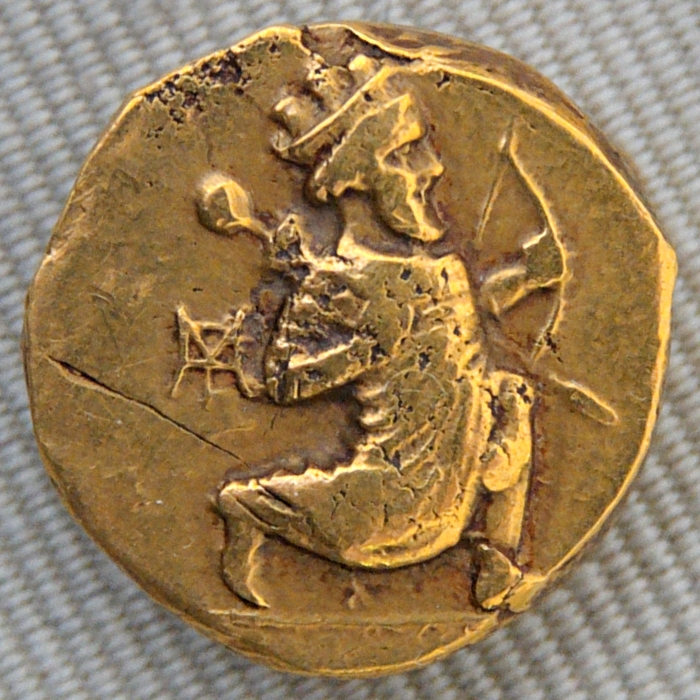
Dárico de

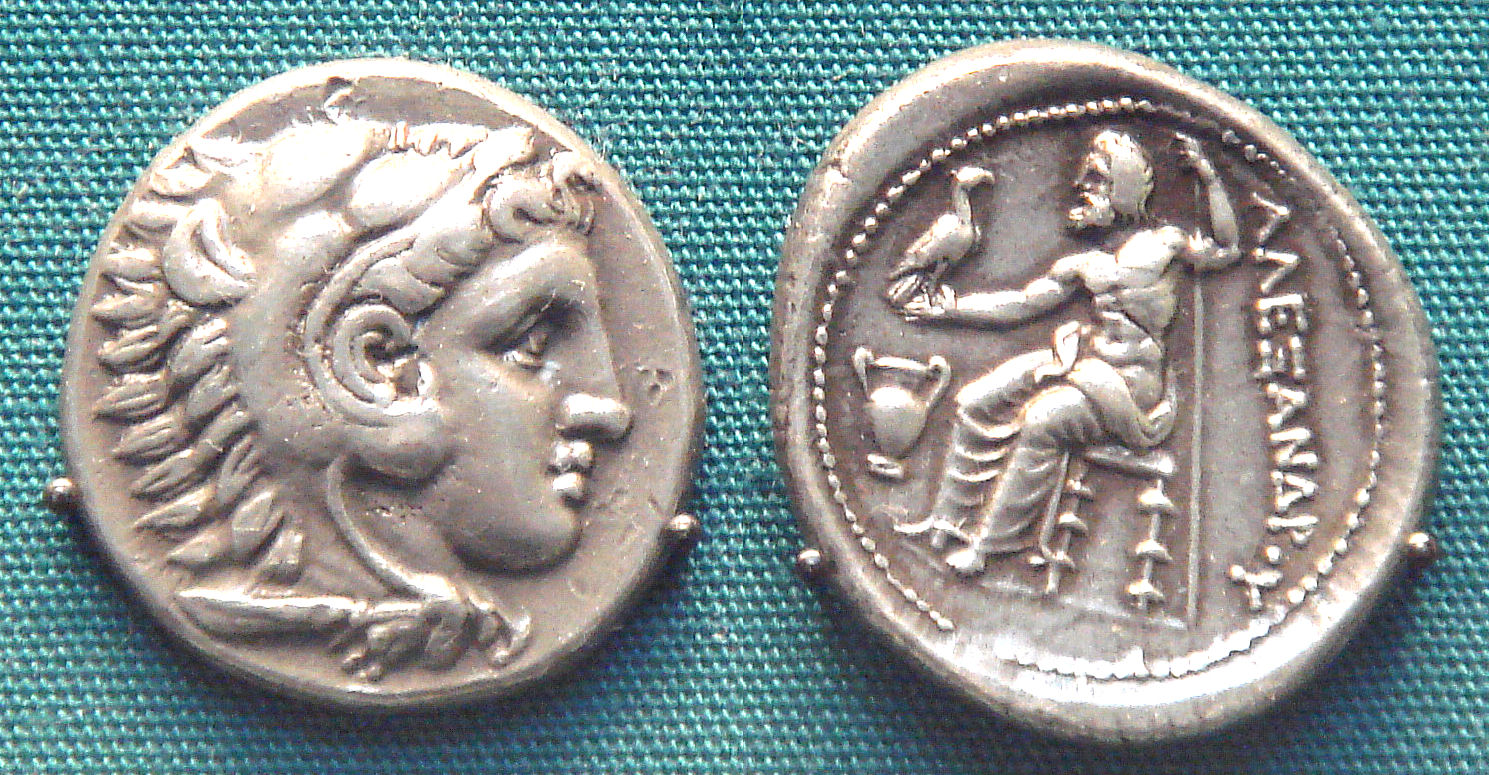
Dracma de

As informações fornecidas pelas fontes greco-romanas são de valor variáveis e às vezes contraditórias. A descrição mais detalhada sobre eles provém de Heródoto, mas ele não revela suas fontes. A primeira menção a eles tem ligação ao xá Ciro II (r. 559–530 a.C.), quando conduz guerra contra eles, talvez para assegurar as recém-conquistadas Corásmia e Soguediana. O curso da campanha não é conhecido em detalhe. Segundo o autor, após pedir a mão da rainha Tômiris em vão, cruzou a fronteira e no fim pereceu em batalha decisiva, quando a maior parte de seu exército foi destruída; Tômiris é citada na obra Gética do cronista do século VI Jordanes como um rainha dos godos. Parece que fora subjugados por Dario I (r. 522–486 a.C.) e desde então fizeram parte do Império Aquemênida, embora não aparecem nas listas de terras e povos subjugados. Devem fazer parte de um dos grupos sacas descritos, talvez os Sakā tigraxaudā, ou seja, "com capuzes pontudos". Também podem ser a nação número 12 da lista, os "sacas dos pântanos e sacas das planícies", que se assemelha a uma expressão utilizada por Estrabão, que distingue quatro grupos de masságetas que vivem nas ilhas, pântanos, montanhas e planícies.
Durante a campanha de Alexandre, o Grande no extremo nordeste em 329/328, houve rebeliões dos soguedianos, báctrios e massagetas atrás dele chefiados por Espitamenes, após cujo assassinato os masságetas submeteram-se novamente. Desse relato se apreende que avizinhavam soguedianos e báctrios, enquanto segundo outros estavam em contato com os corásmios, aracósios e báctrios. Seu destino posterior é desconhecido, pois a informação sobre eles no período selêucida parece se basear em relatos anteriores, inclusive o tardio Estrabão, cujo relato parece se basear em fonte numa fonte comum de Heródoto, talvez Hecateu.
Depois, parecem ter sido absorvidos pelos daas, que aparecem uma vez numa inscrição de Xerxes I e só são conhecidos pelos gregos do tempo de Alexandre em diante, e depois deixam de ser citados quando os daas se tornam o mais influente poder daquela região. No período romano aparecem como uma das notáveis tribos citas e Amiano Marcelino associa-os aos alanos de seu tempo. Para Estêvão, o Bizantino, os apasíacas (situados por Políbio entre o Oxo e Tánais) e augásios eram subdivisões dos masságetas, bem como talvez os dérbices, pois segundo Ctésias a campanha de Ciro foi dirigida contra essas tribos. Ptolomeu localizou os masságetas em Margiana numa passagem, e noutra chama-os sacas e localiza-o junto as montanhas Ascatancas, ou seja, Indocuche e Caracórum. No período bizantino, os autores usa o nome dos masságetas de modo arcaizante para falar dos hunos, turcos, tártaros e povos relacionados.

## Cultura
Heródoto diz que os costumes que os gregos diziam ser citas, na verdade eram masságetas. Estrabão considerou-os pessoas diretas, grosseiras, selvagens e guerreiras, mas em negócios são francos e não são trapaceiros. Em princípio eram monogâmicos, mas parece que promiscuidade na vida sexual era costume comum. Os que faleciam de doença, eram sepultados ou entregues as feras selvagens, enquanto os idosos que viveram muito eram sacrificados e cozidos e então comidos junto da carne de outros animais sacrificiais. Cultuavam apenas o deus sol e sacrificavam-lhe cavalos. Como citas ou sacas, falavam uma língua iraniana oriental, porém nada se sabe de sua língua e apenas 2 antropônimos são conhecidos: Tômiris e Espargapises.
Segundo Estrabão e Heródoto, viviam num país irrigado pelos vários ramos do rio “Araxes”, em parte nas planícies, em parte nas montanhas, em parte nos pântanos formados pelo(s) rio(s) e em parte em suas ilhas. Ele distingue também exatamente que comida esses diferentes grupos comiam e que roupas vestiam. Eram pastores e pescadores, mas não cultivavam. Alguns ganhavam a vida pescando e se vestiam com peles de focas; os outros criavam ovelhas para o leite e a lã, de onde produziam suas vestes, mas também viviam de verduras e frutos silvestres. Eram bravos guerreiros, lutando a pé e a cavalo, com arco e flecha, lança e machado de batalha. Tinham toucas de ouro, cintos, alças e até arreios, bem como armaduras de cavalo de bronze, pontas de lança e pontas de flechas, mas diziam abster-se de usar ferro e prata.